# Brachiaphodius nainiensis
Brachiaphodius nainiensis är en skalbaggsart som beskrevs av Rudolph Petrovitz 1963. Brachiaphodius nainiensis ingår i släktet Brachiaphodius och familjen Aphodiidae. Inga underarter finns listade.